# Église Saint-Georges de Strasbourg
L'église Saint-Georges est un édifice religieux orthodoxe serbe située rue du Donon dans le quartier de Koenigshoffen à Strasbourg, en France.
Les travaux ont été réalisés par des bénévoles de la communauté de fidèles serbes.

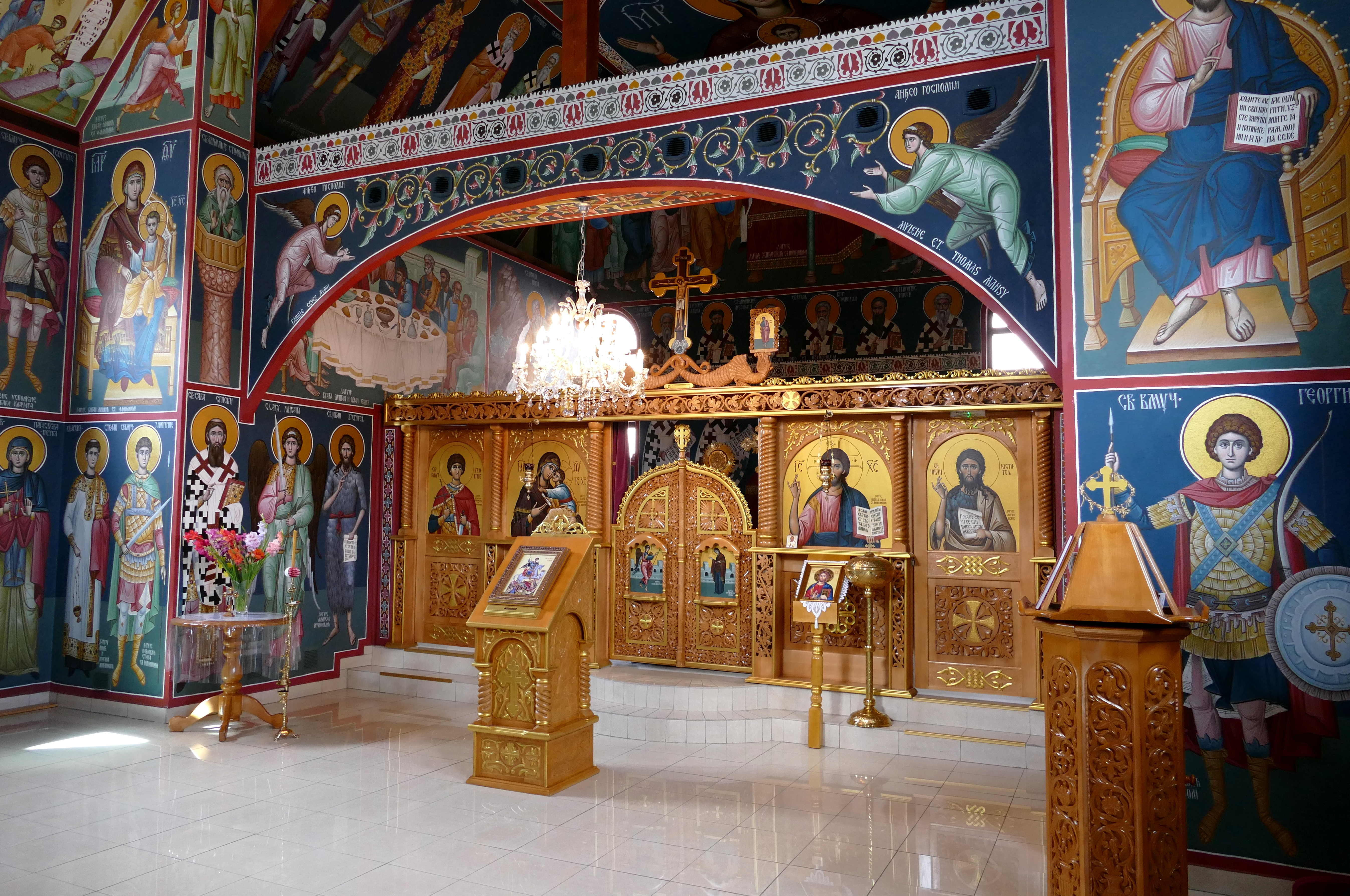
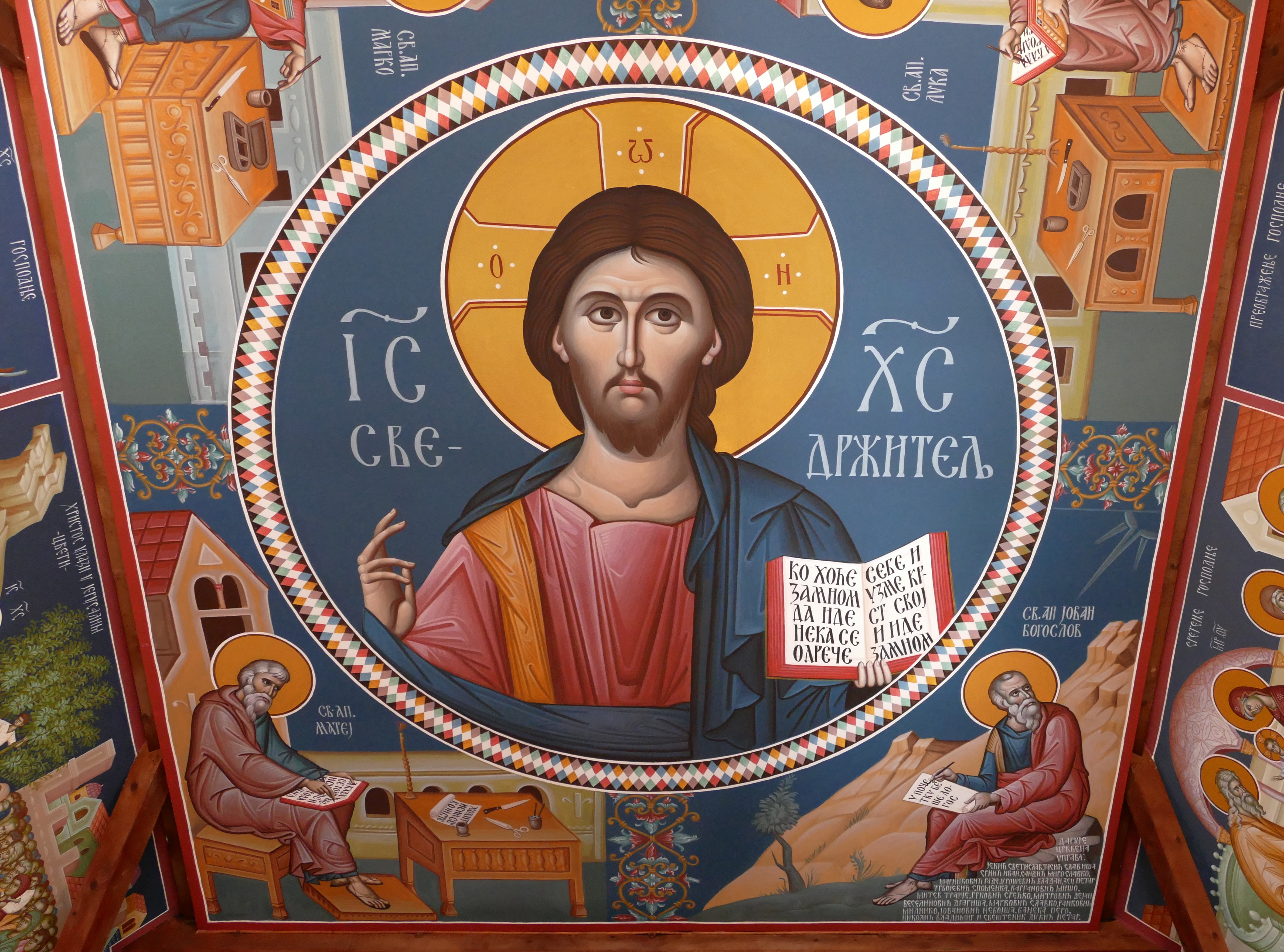
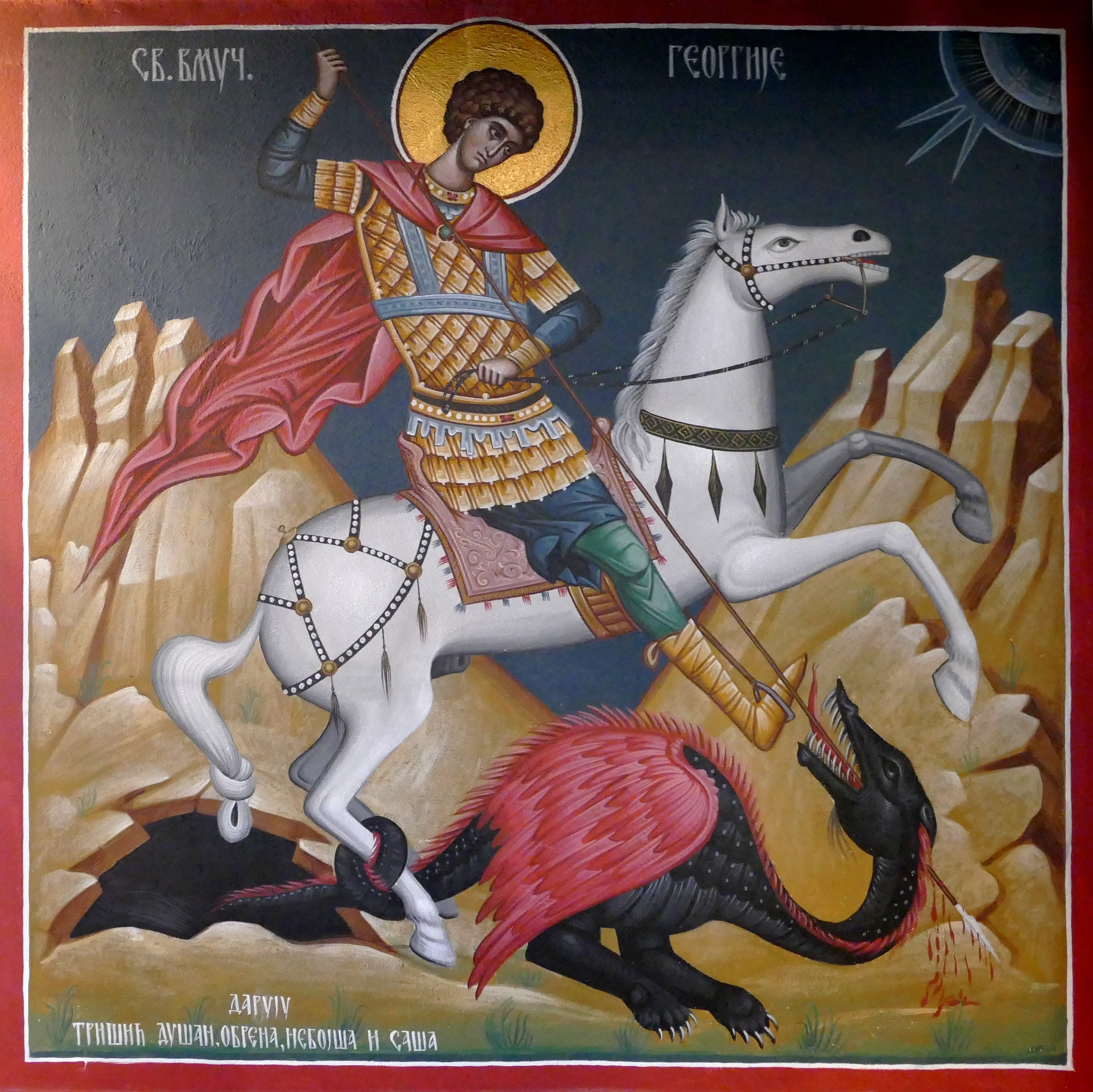
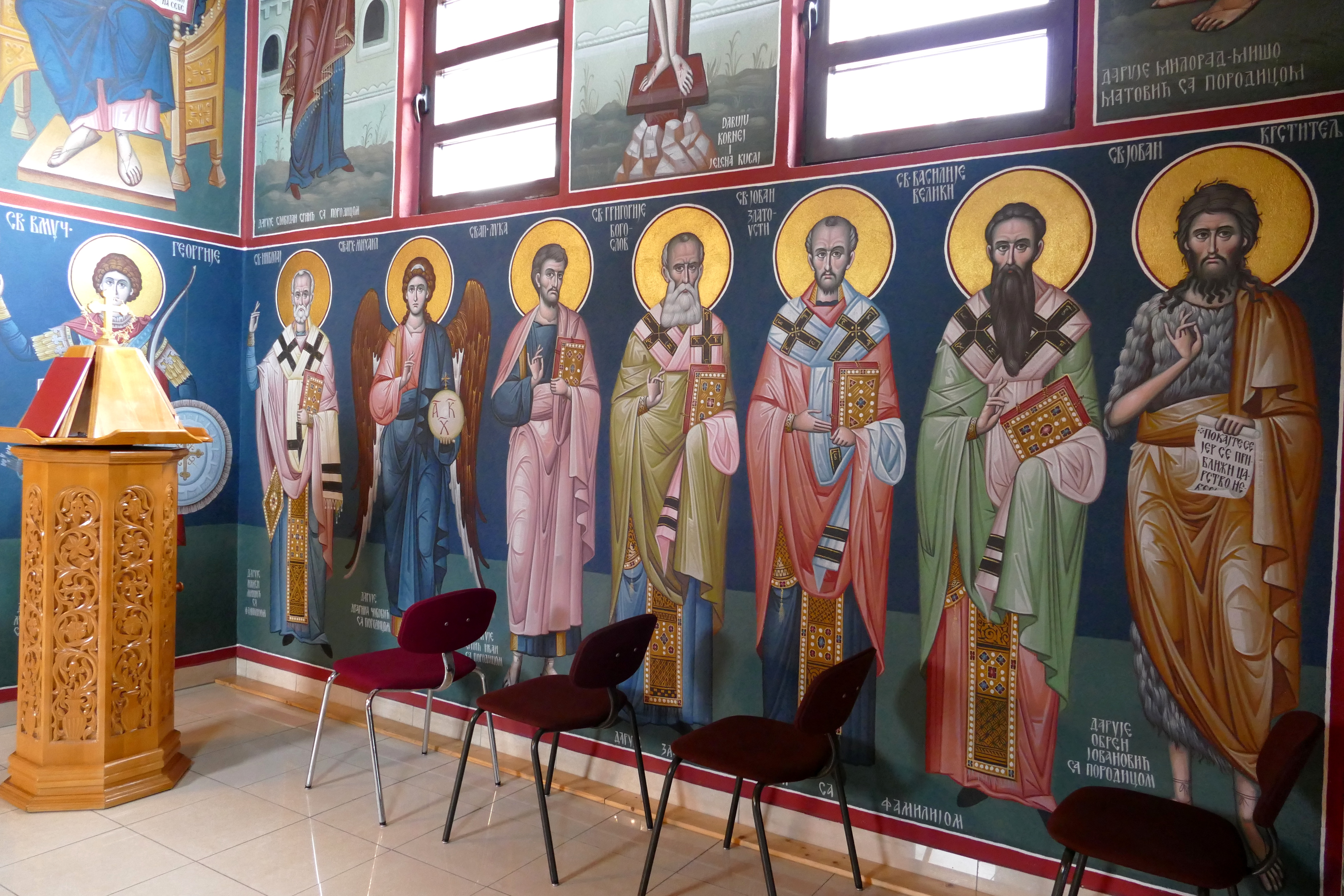